# Swifton, Arkansas
Swifton là một thành phố thuộc quận Jackson, tiểu bang Arkansas, Hoa Kỳ. Năm 2010, dân số của thành phố này là 798 người.

## Dân số
- Dân số năm 2000: 871 người.
- Dân số năm 2010: 798 người.